# Ribeirão Grande (kommun)
Ribeirão Grande är en kommun i Brasilien.   Den ligger i delstaten São Paulo, i den södra delen av landet, 900 km söder om huvudstaden Brasília. Antalet invånare är 7 419.
Följande samhällen finns i Ribeirão Grande:
- Ribeirão Grande

I omgivningarna runt Ribeirão Grande växer i huvudsak städsegrön lövskog. Runt Ribeirão Grande är det glesbefolkat, med 12 invånare per kvadratkilometer.